# Лудвиг фон Ханау-Лихтенберг (1464–1484)
Лудвиг фон Ханау-Лихтенберг (на немски: Ludwig von Hanau-Lichtenberg; * 23 август 1464; † 30 декември 1484, Тренто) е благородник от Графство Ханау-Лихтенберг в Бабенхаузен.

## Биография
Той е третият син на граф Филип I фон Ханау-Лихтенберг Стари (1417 – 1480) и съпругата му Анна фон Лихтенберг (1442 – 1474), наследничка на Господство Лихтенберг, дъщеря на Лудвиг V фон Лихтенберг (1433 – 1471) и Елизабет фон Хоенлое. По-големият му брат Филип II (1462 – 1504) е граф на Ханау-Лихтенберг.
Лудвиг следва от 1476 г. в Хайделберг и по-късно в Майнц. След смъртта на баща му той има претенции за управлението, но бързо се отказва от искането си чрез съдействието на граф Филип I фон Ханау-Мюнценберг. Малко след това на 27 април 1484 г. Лудвиг тръгва с граф Йохан V фон Насау на поклонение до Светите земи в Йерусалим. На връщане Лудвиг умира на 30 декември 1484 г. в Тренто и е погребан там в църквата Св. Симеон.

## Деца
Граф Лудвиг има извънбрачни деца от една или две неизвестни жени:
1. Ханс фон Ханау (* между 1480 и 1484)[3]
2. Корнелиус фон Ханау (* между 1480 и 1484; † 1549)[4]